# マーガレット (衛星)
マーガレット (Uranus XXIII Margaret) は、天王星の第23衛星である。発見されている天王星の不規則衛星の中では唯一、順行軌道を持つ衛星である。

## 発見と命名
マーガレットは、2003年8月29日にスコット・S・シェパードとデビッド・C・ジューイットによって、すばる望遠鏡を用いた観測で発見された。発見は10月9日に国際天文学連合および小惑星センターのサーキュラーで公表され、S/2003 U 3 という仮符号が与えられた。
その後2005年12月29日に、ウィリアム・シェイクスピアの戯曲『空騒ぎ』の主人公の侍女に因んで命名され、Uranus XXIII という確定番号が与えられた。

## 軌道
マーガレットは天王星の外側を回る不規則衛星の中で唯一順行している。右図はマーガレットを含む天王星の不規則衛星の軌道要素を示したものである。点のサイズは衛星の大きさを示している。横軸が天王星からの距離で、黄色の線は近点と遠点を結ぶ線であり、線分の長さが軌道離心率の大きさを表している。縦軸は軌道傾斜角であり、図の中心に引かれた線より上が順行の衛星、下が逆行の衛星である。表の一番上にある衛星がマーガレットであり、マーガレットの特異性をよく表している。また黄色の線分が長いことから、軌道離心率が非常に大きいことも分かる。
マーガレットの軌道傾斜角は 57° であり、これは軌道安定性の限界に近い。天王星の周りでは、軌道傾斜角 i が 60° < i < 140° の中間的な値を持つ衛星は古在メカニズムを介した軌道不安定を起こすため、天王星の衛星でこの間の軌道傾斜角を持った衛星は発見されていない。この不安定領域に衛星があった場合、遠点における太陽からの摂動によって軌道離心率が増加するため、1000万年〜1億年の間に衝突を起こすか天王星系からはじき出されてしまう。マーガレットの近点移動の周期はおおよそ160万年である。マーガレット自身も遠い将来には天王星系からはじき出されてしまう可能性がある。
2019年現在のマーガレットの軌道離心率は0.812である。これは太陽系内の衛星の中で最も大きな値であるが、平均の軌道離心率では海王星の衛星ネレイドの方が大きい。